# Cocurès
Cocurès è un comune francese soppresso e frazione del dipartimento della Lozère nella regione dell'Occitania. Dal 1º gennaio 2016 si è fuso con il comune di Bédouès per formare il nuovo comune di Bédouès-Cocurès.

## Società

### Evoluzione demografica
Abitanti censiti